# Dzwonkówka bagienna

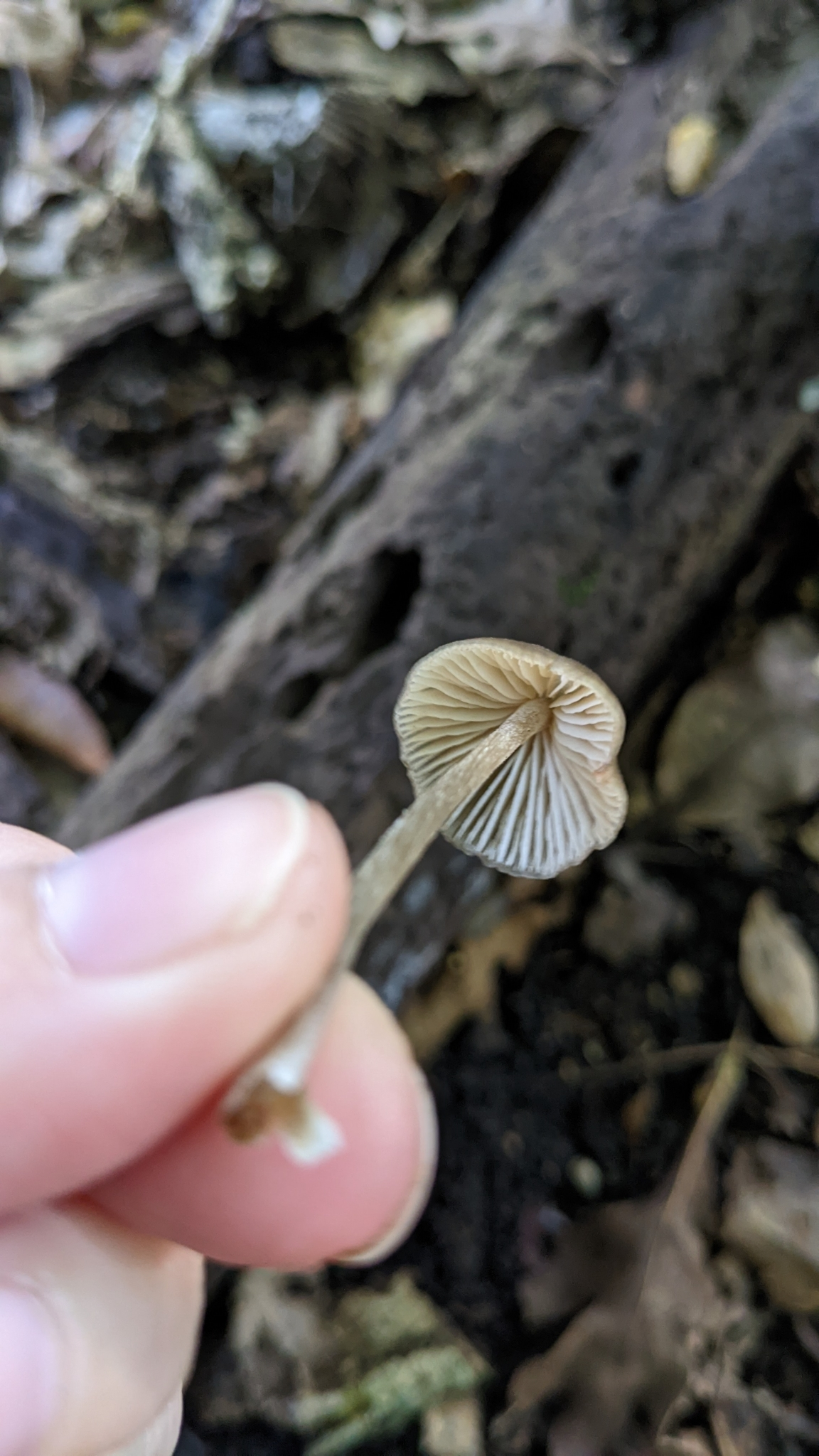

Dzwonkówka bagienna (Entoloma cuspidiferum Noordel.) – gatunek grzybów z rodziny dzwonkówkowatych (Entolomataceae).

## Systematyka i nazewnictwo
Pozycja w klasyfikacji według Index Fungorum: Entoloma, Entolomataceae, Agaricales, Agaricomycetidae, Agaricomycetes, Agaricomycotina, Basidiomycota, Fungi.
Po raz pierwszy opisał go w 1980 r. Machiel Evert Noordeloos. Polską nazwę zaproponował Władysław Wojewoda w 2003.

## Morfologia
Kapelusz
Średnica 15–40 mm, ostro wklęsły lub stożkowato-dzwonkowaty, tylko nieznacznie rozszerzający się do dzwonkowatego lub wypukłego ze stożkowatym garbkiem. Jest silnie higrofaniczny; w stanie wilgotnym, półprzezroczysty, z blaszkami prześwitującymi do połowy promienia, szarobrązowy lub sepiowy, tylko nieznacznie jaśniejszy na brzegu.
Blaszki
Prawie wolne lub wąsko wybrzuszone, o szerokości do 10 mm, początkowo szare, potem szaroróżowe, w końcu brązoworóżowe. Krawędzie tej samej barwy, całobrzegie lub wyżłobione.
Trzon
Wysokość 40–90 mm, grubość 2–5 mm, cylindryczny, prosty. Powierzchnia żółtobrązowa, wyraźnie bledsza niż kapelusz, w górnej części oprószona, ku dołowi włókienkowato-prążkowana ze srebrzystymi włókienkami, podstawa biała, owłosiona.
Miąższ
O zapachu rzodkwi i zjełczało-rzodkwiowym smaku.
Cechy mikroskopowe
Podstawki 2-zarodnikowe zesprzążkami. Zarodniki 10–13 × 9,5–11 µm, Q = 1–1,4, w widoku z boku 5–6-kątne, w widoku z boku 6-9-kątne. Cheilocystyd brak lub rzadkie, rozproszone wśród podstawek, 40–60 × 12–18 µm, podobne do kręgli lub wąsko workowate. Skórka kapelusza zbudowana ze strzępek o szerokości 2,5–14 µm, zawierających brązowy, wewnątrzkomórkowy pigment, blady wewnątrzkomórkowy pigment występuje także w głębszych warstwach kapelusza. Skórka trzonu z główkowatymi kaulocystydami. Sprzążki liczne w hymenium, często występują także w niektórych septach poza hymenium.

## Występowanie i siedlisko
Występuje w Europie i Ameryce Północnej. W Polsce podano stanowisko w Beskidzie Żywieckim, nowsze stanowiska podano także w późniejszych latach. Znajduje się na liście gatunków podlegających ochronie częściowej. Rośnie w lasach świerkowych, na torfiastym podłożu, wśród mchów Plagiothecium i Sphagnum.